# Macrodontia itayensis
Macrodontia itayensis là một loài bọ cánh cứng trong họ Cerambycidae.